# Giovanni Claudio Fromond
Giovanni Claudio Fromond, o semplicemente Claudio Fromond, al secolo Guglielmo Giuseppe Fromond (Cremona, 4 febbraio 1703 – Pisa, 29 aprile 1765), è stato un matematico, fisico, filosofo e presbitero italiano della Congregazione camaldolese.

## Biografia
Suo padre Gian Simone, originario di Dole, nella Franca Contea, sposò Lucia Binda, una nobile di Cremona, dove Guglielmo Giuseppe nacque loro terzogenito. Come il fratello maggiore Gian Francesco e il cugino Francesco Elia, egli divenne monaco camaldolese presso la Basilica di Sant'Apollinare in Classe, dove nel 1718 vestì l'abito religioso assumendo il nome di Giovanni Claudio.
Dal 1728 fino alla morte visse nella città di Pisa, dove fu allievo e poi assistente del matematico Luigi Guido Grandi, anch'egli camaldolese, divenendo come lui professore dell'Università di Pisa.

## Opere
- (LA) Nova et generalis introductio ad philosophiam, Venezia, Giuseppe Bertella, 1748.
- Della fluidità de' corpi, Livorno, Antonio Santini e compagni, 1754.
- (LA) Examen in præcipua mechanicæ principia, Pisa, Giovanni Domenico Carotti, 1758.
- (LA) De ratione philosophica, Pisa, Giovanni Domenico Carotti, 1759.